# Bababuddinia dimorpha
Bababuddinia dimorpha är en insektsart som beskrevs av Henry, G.M. 1933. Bababuddinia dimorpha ingår i släktet Bababuddinia och familjen gräshoppor. Inga underarter finns listade i Catalogue of Life.